# 로첼 허드슨
로셸 허드슨(Rochelle Hudson, 1916년 3월 6일 ~ 1972년 1월 17일)는 미국의 배우, 영화배우, 성우이다.

## 영화
- 닥터 테러스 갤러리 오브 호러스 (1967년)
- 이유없는 반항 (1955년)
- 걸스 언더 21 (1940년)
- 벵골의 폭풍 (1938년)
- 웨이 다운 이스트 (1935년)
- 컬리 탑 (1935년)
- 프리스트 판사 (1934년)
- 슬픔은 그대 가슴에 (1934년)
- 닥터 불 (1933년)
- 다이아몬드 릴 (1933년)
- 걸 크레이지 (1932년)